# Roberto Giacobbo
Roberto Giacobbo (Roma, 12 ottobre 1961) è un conduttore televisivo, autore televisivo e scrittore italiano.
È autore di pubblicazioni e diversi programmi di divulgazione e intrattenimento, sia di tipo documentaristico incentrati su storia, cultura e scoperte scientifiche, sia riguardanti archeologia misteriosa, ufologia, paranormale, misticismo e pseudoscienza.

## Biografia

### Origini e primi anni
Nato a Roma il 12 ottobre 1961 ma di origini venete, Roberto Giacobbo trascorre gli anni dell'infanzia e dell'adolescenza (dal 1961 al 1975) a Lusciano, città natale del padre. Frequenta il liceo scientifico, giocando nella squadra di basket della scuola, e al contempo partecipa ai primi programmi radio, fino al concorso in Radio Monte Carlo dopo il diploma. Durante gli studi ha partecipato come concorrente al gioco a premi Bis condotto da Mike Bongiorno vincendo parecchie puntate (con i premi, 14 milioni di lire in buoni spesa, comprò una motocicletta).
Laureato in economia e commercio, esercita la sua attività come scrittore, autore radiofonico e televisivo. Inizia la sua carriera come autore radiofonico nel 1984, per Radio Dimensione Suono (RDS).

### L'attività da autore televisivo
Il debutto in televisione avviene all'inizio degli anni '90 con Rai 1, come autore dei programmi Ciao Italia e Ciao Italia Estate, condotti da Sidney Rome e Toni Santagata. Nella stagione 1992-1993 firma Big! (programma quotidiano di informazione per ragazzi trasmesso da Rai 1, vincitore di un Telegatto di Sorrisi e Canzoni Tv). Nel 1994 è autore di Mezzogiorno in famiglia e Pomeriggio in famiglia (Rai 2), il programma di Michele Guardì e di La festa della mamma (in prima serata su Rai 1). Con il programma La cronaca in diretta di Rai 2 vince l'Oscar TV del Radiocorriere TV nel 1994. Nel 1995 per Rete 4 è autore del programma quotidiano di cronaca Giorno per Giorno; del settimanale in prima serata Amici animali; dello speciale di Rai 1 Il grande Romanzo della Bibbia e di Con voi sulla spiaggia, condotto da Paolo Bonolis su Rai Radio 2.
Nel 1997 inizia ad occuparsi per la televisione di argomenti relativi al mistero, un genere che lo renderà negli anni successivi conosciuto al grande pubblico. In quell'anno, sempre come autore, scrive la nuova serie di Misteri per Rai 2, condotta da Lorenza Foschini. Nello stesso anno realizza Numero Zero (Rai 3), lo speciale Dario Fo - un giullare alla corte del Nobel per Rai 3, Speciale di Natale (Rai 3) in onda in prima serata il 24 dicembre, e tre speciali del varietà Pomeriggio di Festa per Canale 5. Sempre nel 1997, scrive e interpreta lo spettacolo comico per il teatro Questa casa non è un albergo, in scena al Teatro Parioli di Roma, registrando il tutto esaurito, e trasmesso da Radio Dimensione Suono. Nella stagione 1998-1999 è autore e caporedattore del programma L'emozione della vita di Rete 4, in collaborazione con la BBC.

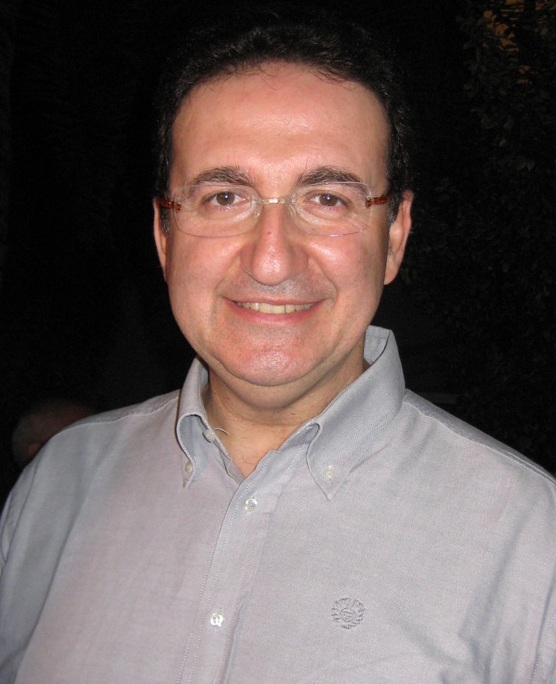
Roberto Giacobbo a San Benedetto del Tronto nelle Marche nel 2010.

Nella stagione 1999-2000 è autore del programma La macchina del tempo, in prima serata su Rete 4, condotto da Alessandro Cecchi Paone e vincitore nel 2000 del Telegatto di Tv Sorrisi e Canzoni e del Premio Oscar TV della Rai.

### Gli inizi come conduttore TV
Nel 2000 appare in TV come conduttore, oltre che come autore insieme a Irene Bellini, di una trasmissione di 49 puntate dedicata al mistero, Stargate - Linea di confine per Telemontecarlo (TMC). Il programma diventa il primo magazine televisivo italiano sui misteri dell'archeologia e della storia: raggiunge il 9 giugno 2002 le 100 puntate con ascolti in costante crescita fino ad essere il più visto dell'emittente.
Nel 2001-2002 realizza il programma quotidiano Cominciamo bene di Rai 3, ed è il regista di Sportello Italia su Rai International. Prosegue inoltre l'esperienza di conduttore del programma Stargate - Linea di confine, la trasmissione di cui è stato autore insieme a Irene Bellini, su LA7 (ex TMC), vincendo per due anni consecutivi il Premio Internazionale della TV città di Trieste nella categoria Ricerca e cultura.
Dal 20 maggio 2003, Roberto Giacobbo ritorna in Rai come dirigente, autore e conduttore del programma Voyager - Ai confini della conoscenza (Rai 2), e di Ragazzi, c'è Voyager!, anch'esso in onda su Rai 2, che raccoglie da subito consensi di share e ascolti. In trasmissione, affiancato da Stefania La Fauci, si occupa di fatti misteriosi, storici e archeologici sul modello di Stargate - Linea di confine, ma con contenuti autoprodotti.

### Le opere letterarie e i riconoscimenti
Nel 2005 esce per i tipi della Rai-ERI il libro scritto da Roberto Giacobbo Il segreto di Leonardo. Sulle tracce di Maria, pubblicato da Rizzoli, in cui l'autore va alla ricerca delle risposte a tanti enigmi legati alla figura del maestro di Vinci, e si sofferma su un nuovo "codice" nascosto in celeberrimi quadri come la Gioconda e l'autoritratto di Leonardo da Vinci.
Dal 2006 escono gli Atlanti di Voyager, collana edita dalla Giunti Editore scritta e curata da Roberto Giacobbo stesso. Con la Giunti Editore ha inoltre pubblicato il libro Il ragionevole dubbio, una raccolta di interviste a scienziati sul tema della vita oltre la vita.
Nel 2009 pubblica 2012. La fine del mondo? con Mondadori, divenuto bestseller con oltre 160 000 copie vendute. All'interno del testo sono riportate interviste a esperti sull'argomento, alcuni dei quali, tendenzialmente catastrofisti, riportano tesi inerenti alla presunta fine del mondo.
Il 24 settembre 2009 è stato nominato vicedirettore di Rai 2 con responsabilità per i programmi di divulgazione e per ragazzi. Il 13 febbraio 2013 è tra i cosiddetti "proclamatori" del Festival di Sanremo, condotto da Fabio Fazio, per proclamare Elio e le Storie Tese. Sua è l'idea del format de Il Verificatore programma di inchiesta di Rai 2.
È stato anche docente incaricato, fino al 2010, di Teoria e tecnica dei nuovi media nel corso di laurea specialistica in Progettazione e gestione degli eventi e dei percorsi culturali della Facoltà di Lettere e Filosofia dell'Università di Ferrara.
Per l'attività svolta in qualità di conduttore televisivo e di docente all'ateneo estense, Roberto Giacobbo, che in qualità di "personalità poliedrica e dai mille interessi che spaziano dal giornalismo alla scrittura, dall'archeologia alla storia, da sempre vicino all'Università di Ferrara si è distinto negli anni per le sue capacità di divulgatore che lo hanno condotto ai vertici Rai e lo hanno reso uno dei personaggi più apprezzati e amati del panorama televisivo italiano", il 3 aprile 2018, è stato insignito dal rettore dell'Università di Ferrara Giorgio Zauli della medaglia di ateneo e dell'attestato di benemerenza.
L'ultimo libro pubblicato nel 2017 è L'uomo che fermò l'apocalisse, scritto con Valeria Botta. Tratta del famoso incidente del 26 settembre 1983, verificatosi al culmine della guerra fredda, in cui il tenente colonnello dell'Armata Rossa Stanislav Evgrafovič Petrov decise autonomamente che un allarme di attacco missilistico nucleare fosse falso e, contravvenendo alle disposizioni che gli avrebbero imposto di informarne i superiori e rispondere immediatamente al presunto attacco con un contrattacco missilistico nucleare, attese conferma del falso allarme; in tal modo venne sventato lo scoppio di un conflitto nucleare che avrebbe probabilmente assunto dimensioni mondiali.

### L'attività in esclusiva per Mediaset e la COVID-19
Il 21 maggio 2018 viene ufficializzato il suo passaggio a Mediaset. Dal 20 dicembre 2018 conduce il nuovo programma Freedom - Oltre il confine (in onda su Rete 4) ed è anche curatore dei contenuti del canale Focus.
Il 3 luglio 2019, durante la presentazione dei palinsesti Mediaset 2019-2020, viene annunciato che Giacobbo passerà da Rete 4 a Italia 1, insieme al suo programma Freedom - Oltre il confine.
Nel marzo 2020 è stato ricoverato d'urgenza in reparto rianimazione a causa della COVID-19, da cui poi è guarito. Ha quindi ripreso l'attività di autore e conduttore televisivo con Freedom - Oltre il confine sulle reti Mediaset.

## Vita privata
Sposato dal 1994 con Irene Bellini, autrice televisiva, ha tre figlie.

## Opere
- Roberto Giacobbo, Riccardo Luna, Chi ha veramente costruito le piramidi e la sfinge, Roma, Stampa alternativa, 1997, ISBN 88-7226-383-2.
- Roberto Giacobbo, Riccardo Luna, Ecco perché hanno costruito le piramidi: la soluzione dell'enigma della Sfinge, Roma, Elle-Wage, 1997, SBN RML0066673.
- Roberto Giacobbo, Riccardo Luna, Il libro degli strafatti 1998: le cento notizie più divertenti dell'anno (e le dieci migliori barzellette), (come Bob Jacob & Ricky Moon), Roma, Newton & Compton, 1998, ISBN 88-8289-106-2.
- Roberto Giacobbo, Riccardo Luna, Il segreto di Cheope: alla ricerca del tesoro perduto delle piramidi, Roma, Newton Compton, 1998, ISBN 88-8183-990-3.
- Il segreto di Leonardo: sulle tracce di Maria, Roma-Milano, Rai-ERI-Rizzoli, 2005, ISBN 88-17-00813-3.
- Leonardo da Vinci: grande genio, Firenze, Giunti, 2006, ISBN 88-09-04696-X.
- Le piramidi: mistero e realtà, Firenze, Giunti, 2006, ISBN 88-09-04697-8.
- Il ragionevole dubbio: le risposte degli scienziati di fronte al mistero della vita oltre la vita, Firenze, Giunti, 2007, ISBN 978-88-09-05101-0.
- I misteri di Voyager, Firenze, Giunti, 2008, ISBN 978-88-09-05882-8.
- 2012. La fine del mondo?, Roma-Milano, Rai-ERI-Mondadori, 2009, ISBN 978-88-04-58633-3.
- Atlante dei mondi perduti, Firenze, Giunti, 2009, ISBN 978-88-09-06152-1.
- I misteri di Voyager 2, Firenze-Milano, Giunti, 2010, ISBN 978-88-09-75291-7.
- Templari: dov'è il tesoro?, Roma-Milano, Rai-ERI-Mondadori, 2010, ISBN 978-88-04-59679-0.
- Aldilà: la vita continua? Un'indagine sorprendente, Roma-Milano, Rai-ERI-Mondadori, 2011, ISBN 978-88-04-61030-4.
- Le carte del mistero: 100 domande e risposte, Firenze, Giunti junior, 2011, ISBN 978-88-09-76760-7.
- Da dove veniamo? La storia che ci manca, Roma-Milano, Rai-ERI-Mondadori, 2012, ISBN 978-88-04-62113-3.
- Conosciamo davvero Gesù?, Roma-Milano, Rai-ERI-Mondadori, 2013, ISBN 978-88-04-62922-1.
- La donna faraone, Milano, Mondadori, 2014, ISBN 978-88-04-64051-6.
- Città segrete, Roma-Milano, Rai-ERI-Mondadori, 2015, ISBN 978-88-04-65418-6.
- Le carezze cambiano il DNA: il segreto dell'epigenetica, Milano, Mondadori, 2016, ISBN 978-88-04-66356-0.
- Roberto Giacobbo, Valeria Botta, L'uomo che fermò l'apocalisse, Roma, Rai-ERI, 2017, ISBN 978-88-39-71707-8.
- Roberto Giacobbo, Livio Zerbini, Il segreto di Annibale: 218 a.C. il viaggio che cambiò la storia, Roma, Rai-ERI, 2018, ISBN 978-88-397-1740-5.
- Storia alternativa del mondo: un viaggio pieno di sorprese nel cammino dell'uomo, Milano, Mondadori, 2020, ISBN 978-8804712114.

## Filmografia
- Il mistero di Dante, regia di Louis Nero (2014)

## Programmi televisivi
- Stargate - Linea di confine (Telemontecarlo, 1999-2001; LA7, 2001-2003)
- Voyager (Rai 2, 2003-2018)
- Freedom - Oltre il confine (Rete 4, 2018-2019, dal 2024; Italia 1,  2020-2024)